# Europawahl 1989
Die Europawahl im Juni 1989 war die dritte Europawahl in der Geschichte der Europäischen Gemeinschaft und fand vom 15. bis 18. Juni 1989 statt. Stärkste Fraktion im Europäischen Parlament wurde zum dritten Mal in Folge die Sozialistische Fraktion.

## Sitzverteilung
| Fraktion                       | Fraktion                                                   | Richtung                 | Mandate   | % Mandate | +/- |
| ------------------------------ | ---------------------------------------------------------- | ------------------------ | --------- | --------- | --- |
|                                | Sozialistische Fraktion                                    | Sozialisten              | 180 / 518 | 34,7      | ▲14 |
|                                | Fraktion der Europäischen Volkspartei                      | Christdemokraten         | 121 / 518 | 23,4      | ▲8  |
|                                | Liberale und Demokratische Fraktion                        | Liberale                 | 49 / 518  | 9,5       | ▲4  |
|                                | Europäische Demokraten                                     | Konservative             | 34 / 518  | 6,6       | ▼32 |
|                                | Fraktion Die Grünen                                        | Grüne                    | 30 / 518  | 5,8       | Neu |
|                                | Fraktion der Vereinigten Europäischen Linken               | Euro-Kommunisten         | 28 / 518  | 5,4       | Neu |
|                                | Fraktion der Sammlungsbewegung der Europäischen Demokraten | Gaullisten, Konservative | 20 / 518  | 3,9       | ▼10 |
|                                | Technische Fraktion der Europäischen Rechten               | Rechtsextreme            | 17 / 518  | 3,3       | ▼1  |
|                                | Koalition der Linken                                       | Kommunisten              | 14 / 518  | 2,7       | Neu |
|                                | Regenbogenfraktion                                         | Regionalisten            | 13 / 518  | 2,5       | Neu |
|                                | Fraktionslose                                              | –                        | 12 / 518  | 2,3       | ▼2  |
|                                |                                                            |                          |           |           |     |
| Quelle: Europäisches Parlament |                                                            |                          |           |           |     |

Gewinne/Verluste im Vergleich zum Ende der vorherigen Legislaturperiode.

### Sitzverteilung nach Ländern und Parteien
| Land                   | Detail   | Fraktionen      | Fraktionen          | Fraktionen           | Fraktionen | Fraktionen          | Fraktionen | Fraktionen   | Fraktionen | Fraktionen | Fraktionen      | Fraktionen         | Gesamt |
| Land                   | Detail   | SOZ             | EVP                 | LD                   | ED         | Grüne               | GUE        | RDE          | GTDE       | KdL        | ARC             | NI                 | Gesamt |
| ---------------------- | -------- | --------------- | ------------------- | -------------------- | ---------- | ------------------- | ---------- | ------------ | ---------- | ---------- | --------------- | ------------------ | ------ |
| Belgien                | Ergebnis | 5 PS 3 SP       | 5 CVP 2 PSC         | 2 PVV 2 PRL          |            | 2 Ecolo 1 Agalev    |            |              | 1 VB       |            | 1 VU            |                    | 24     |
| Deutschland            | Ergebnis | 31 SPD          | 25 CDU 7 CSU        | 4 FDP                |            | 8 Grüne             |            |              | 6 REP      |            |                 |                    | 81     |
| Dänemark               | Ergebnis | 4 S             | 2 CD                | 3 Venstre            | 2 KF       |                     | 1 SF       |              |            |            | 4 FB mod EF     |                    | 16     |
| Frankreich             | Ergebnis | 20 PS a 2 MRS a | 5 CpE b 1 UDF/RPR c | 12 UDF/RPR c 1 CpE b |            | 8 Verts d           |            | 13 UDF/RPR c | 10 FN      | 7 PCF      | 1 Verts (UPC) d | 1 CpE b            | 81     |
| Griechenland           | Ergebnis | 9 PASOK         | 10 ND               |                      |            |                     | 1 EAR e    | 1 DIANA      |            | 3 KKE e    |                 |                    | 24     |
| Irland                 | Ergebnis | 1 LAB           | 4 FG                | 1 PD 1 Unabh.        |            |                     |            | 6 FF         |            | 1 WPI      | 1 Unabh.        |                    | 15     |
| Italien                | Ergebnis | 12 PSI 2 PSDI   | 26 DC 1 SVP         | 3 PRI                |            | 3 LV 2 VA 1 DP 1 LA | 22 PCI     |              |            |            | 2 Lega 1 PSd’Az | 4 MSI-DN 1 PLI     | 81     |
| Luxemburg              | Ergebnis | 2 LSAP          | 3 CSV               | 1 DP                 |            |                     |            |              |            |            |                 |                    | 6      |
| Niederlande            | Ergebnis | 8 PvdA          | 10 CDA              | 3 VVD 1 D66          |            | 2 GL                |            |              |            |            |                 | 1 RPF–GPF–SGP      | 25     |
| Portugal               | Ergebnis | 8 PS            | 3 CDS–PP            | 9 PSD                |            | 1 PEV f             |            |              |            | 3 PCP f    |                 |                    | 24     |
| Spanien                | Ergebnis | 27 PSOE         | 15 PP 1 UDC g       | 5 CDS 1 CDC g        |            | 1 EE h              | 4 IU       |              |            |            | 1 PA 1 EA i     | 2 ARM 1 EAJ j 1 HB | 60     |
| Vereinigtes Königreich | Ergebnis | 45 LAB 1 SDLP   | 1 UUP               |                      | 32 CON     |                     |            |              |            |            | 1 SNP           | 1 DUP              | 81     |

## Ergebnisse in den einzelnen Ländern

Zusammensetzung der Delegationen der einzelnen Mitgliedstaaten nach den Wahlen

### Deutschland
Die Unionsparteien (CDU/CSU) wurden mit insgesamt 37,8 % der Stimmen stärkste Kraft, erlitten jedoch gegenüber der Europawahl 1984 (46,0 %) und der Bundestagswahl 1987 (44,3 %) deutliche Verluste. Die SPD wurde mit wenigen Zehntelprozentpunkten Rückstand zweitstärkste Partei und hielt ihre Ergebnisse von 1984 und 1987. Die Grünen konnten sich ebenfalls behaupten, während die FDP nur knapp die Fünfprozenthürde übersprang. Großer Wahlsieger waren die rechtsgerichteten Republikaner, die erstmals bei einer bundesweiten Wahl antraten. Sie bekamen über 7 % der Stimmen.
| Partei                                  | Fraktion                                     | Stimmen    | Prozent | Sitze |
| --------------------------------------- | -------------------------------------------- | ---------- | ------- | ----- |
| Sozialdemokratische Partei Deutschlands | Sozialistische Fraktion                      | 10.525.728 | 37,3    | 30    |
| Christlich-Demokratische Union          | Europäische Volkspartei                      | 8.332.846  | 29,5    | 24    |
| Christlich-Soziale Union                | Europäische Volkspartei                      | 2.326.277  | 8,2     | 7     |
| Die Grünen                              | Fraktion der Grünen                          | 2.382.102  | 8,4     | 7     |
| Die Republikaner                        | Technische Fraktion der Europäischen Rechten | 2.008.629  | 7,1     | 6     |
| Freie Demokratische Partei              | Liberale und Demokratische Fraktion          | 1.576.715  | 5,6     | 4     |
| Sonstige Parteien                       | –                                            | 1.054.393  | 3,8     | 0     |